# ベン・リューイン
ベン・リューイン（Ben Lewin, 1946年 - ）は、オーストラリア・アメリカ合衆国の映画監督、脚本家である。

## 生い立ちと学歴
ポーランドで生まれ、子供の頃に家族と共にオーストラリアのメルボルンに移った。6歳の時に急性灰白髄炎となり、生涯松葉杖生活を余儀なくされた。大学はメルボルン大学に通い、法律を学んだ。1971年、オーストラリアでの法廷弁護士の仕事を辞め、奨学金を貰い、イングランドの国立映画テレビ学校で学び始めた。学校を出た後はイングランドに残り、テレビ界で働き始めた。

## フィルモグラフィ
- デュネラ・スキャンダル The Dunera Boys (1985) テレビ映画、監督・脚本
- Georgia (1988) 監督・脚本
- 美女と時計とアブナイお願い The Favour, the Watch and the Very Big Fish (1991) 監督・脚本
- セッションズ The Sessions (2012) 監督・脚本・製作
- 500ページの夢の束 Please Stand By (2017) 監督
- The Catcher Was a Spy (2018) 監督
- フィガロに恋して Falling for Figaro (2020) 監督・脚本